# 토크 (게임 엔진)
《토크 게임 엔진》(영어: Torque Game Engine)은 개러지게임스사에서 개발한 게임 엔진이다. 특징으로 소스 코드를 포함하고 있고 ,C++와 유사한 토크스크립트를 갖고 있으며 지형 편집기와 GUI 편집기가 내장되어 있다. 또한 서버 및 클라이언트 구조로 설계되었고 dif, dts의 자체 파일 형식을 사용한다. 현재 지원하는 플랫폼은 윈도우, 매킨토시, 아이폰, Wii를 지원하며 웹에 게시도 가능하다.